# 앨리 고니노
앨리 고니노(Allie Gonino, 1990년 3월 30일 ~ )는 미국의 배우, 가수, 작곡가이다. 걸 그룹 더 스터너스(The Stunners)의 멤버였다.

## 출연 작품
- 배드 밴드 (2018)
- 레드 로드 시즌2 (2015)
- 씨 유 인 발할라 (2015)
- 지오그래피 클럽 (2013)
- 더 라잉 게임 시즌2 (2012)
- 더 라잉 게임 시즌1 (2011)
- 러브 (2007)